# Neue Mozart-Ausgabe
Neue Mozart-Ausgabe (Nové Mozartovo vydání, úplným názvem Wolfgang Amadeus Mozart: Neue Ausgabe sämtlicher Werke / Wolfgang Amadeus Mozart: Nové vydání souborného díla) je souborné Hudební vědaǀhudebněvědně-kritické vydání všech skladeb Wolfganga Amadea Mozarta (1756–1791). 

## Obsah
Die Neue Mozart-Ausgabe, vychází od roku 1955 ve vydavatelstvích Bärenreiter (v Kasselu, Basileji, Londýně, New Yorku a Praze) a předkládá vědecky nesporný notový text, který je určen dirigentům, instrumentalistům a zpěvákům jako textová předloha pro poučený přednes. Je vystavěn na základě výzkumu všech dostupných zdrojů, v prvé řadě Mozartových autografů. Hlavní série I až IX, představené v letech 1956 až 1991, patří mezi zásadní počiny nového Mozartovského výzkumu, a moderní provozovací praxe Mozartových skladeb není bez této edice myslitelná. Významné svazky příloh ukazují v novém a jasnějším světle dosud málo zpracované aspekty Mozartovy práce, jako například jeho pedagogické činnosti nebo spolupráce na cizích skladbách. 
Vydání vyšlo v asi 130 svazcích po 35 skupinách, které se dělí na 10 sérií. Uvnitř skupin se nacházejí dokončené práce v chronologickém pořadí. Skici, náčrty a fragmenty ke skladbám se nacházejí v příloze des každého svazku. Každý notový svazek obsahuje vedle výtisků děl zevrubnou předmuluvu a vyobrazení faksimile z pramenů. Ke každému svazku je zvlášť uvedena také kritická zpráva. Redakce Neue Mozart-Ausgabe se nachází v sídle mezinárodní nadace Mozarteum v Salcburku, podílí se také Deutsche Mozart-Gesellschaft.
Série Neue Mozart-Ausgabe:
- I. duchovní sborové skladby (15 sv.)
- II. scénické skladby, opery (32 sv.)
- III. písně, vícehlasé zpěvy, kánony (3 sv.)
- IV. orchestrální skladby (19 sv.)
- V. koncerty (14 sv.)
- VI. církevní sonáty (1 sv.)
- VII. ansámblová hudba pro větší sólové obsazení (3 sv.)
- VIII. komorní hudba (7 sv.)
- IX. klavírní skladby (7 sv.)
- X. přílohy (cca 25 sv.)

Hlavní díl série (I–IX) je od roku 1991 uzavřen, příloha (série X) byla uzavřena v roce 2007.